# هنريتا غريفيل
هنريتا غريفيل (بالإنجليزية: Henrietta Greville)‏ هي ناشطة حق المرأة بالتصويت ‏ أسترالية، ولدت في 9 أكتوبر 1861، وتوفيت في 29 أغسطس 1964.